# Чемодурова, Зинаида Марковна
Зинаи́да Ма́рковна Чемоду́рова (урожд. Тимофе́ева; род. 28 апреля 1968) — российский лингвист, доктор филологических наук (2017), профессор.

## Биография
Окончила Российский государственный педагогический университет им. А. И. Герцена. В 1995 году в альма-матер защитила диссертацию на соискание ученой степени кандидата филологических наук по специальности 10.02.04 — Германские языки, тема: «Лингвистические особенности гетерогенного художественного текста: Языковые средства выражения русского национального колорита в англоязычных произведениях В. В. Набокова». По той же специальности в РГПУ им. А. И. Герцена 31 мая 2017 года защитила диссертацию на соискание ученой степени доктора филологических наук, тема: «Прагматика и семантика игры в текстах англоязычной постмодернистской прозы XX—XXI веков» (официальные оппоненты: д.филол.н, профессор Л. М. Нюбина, д.филол.н, профессор Т. П. Третьякова, д.филол.н, доцент В. Д. Шевченко).
Работает в РГПУ им. А. И. Герцена. В настоящее время — профессор, заведующая кафедрой английского языка и страноведения.
Член диссертационных советов Д 212.354.09 при СПбГЭУ и Д 33.2.018.08 при РГПУ им. А. И. Герцена
Заместитель главного редактора рецензируемого научного журнала «Исследование языка и современное гуманитарное знание». Член Российской ассоциации лингвистов-когнитологов (РАЛК).

## Научная деятельность
Является автором более 150 научных и научно-методических работ по лингвистике текста, стилистике, нарратологии, когнитивной лингвистике. Индекс Хирша — 9.

## Основные труды

#### Монографии
Тимофеева З. М. Рефлексивная игра в современном художественном тексте. (На материале англоязычных произведений XX века) : монография / Тимофеева З. М. ; РГПУ. — Санкт-Петербург : Издательство Российского государственного педагогического университета им. А. И. Герцена, 2004. — 119 с.

#### Участие в коллективных монографиях
- Андреева В. А., Белоглазова Е. В., Вольский А. Л. и др. Художественный текст : формулы смысла : коллективная монография / ; Андреева В. А., Белоглазова Е. В., Вольский А. Л., Гончарова Е. А., Ильинова Е. Ю., Карасик В. И., Китанина Э. А. Кононова И. В., Кочетова Л. А., Нильсен Е. А., Тимралиева Ю. Г., Чемодурова З. М. ; рецензенты : Савицкий В. М., Слышкин Г. Г. — Москва: ФЛИНТА, 2022. — 296 с.
- Чемодурова З. М. Homo ludens и homo conssomatus в кулинарных эссе Джулиана Барнса / Чемодурова З. М. // Реальность. Вымысел. Текст: коллективная монография / Волгоградский государственный университет, Институт филологии и межкультурной коммуникации . — Волгоград, 2019 . — С. 128—144.

#### Научные статьи
- Чемодурова З. М. Эмоциональное пространство мультимодального художественного текста / Чемодурова З. М. // Когнитивные исследования языка. — 2022. — N 4 (51). — С. 432—437.
- Чемодурова З. М. Игровая модальность поликодового художественного текста = The Ludic Modality of Polycode Fiction / Чемодурова З. М. // Когнитивные исследования языка. — 2022. — N 2 (49). — С. 672—677.
- Чемодурова З. М. Функции графического выдвижения в современном мультимодальном художественном тексте = Functions of graphical foregrounding in modern multimodal fiction / Чемодурова З. М. // Иностранные языки : Герценовские чтения, 75 : сборник научных трудов Международной научной конференции (Санкт-Петербург, 14-15 апреля 2022 г.) / Российский государственный педагогический университет им. А. И. Герцена. — Санкт-Петербург, 2022. — С. 260—265.
- Чемодурова З. М. Стратегия экспрессивизации повествования в микропрозе / Чемодурова З. М. // Когнитивные исследования языка. — 2021. — N 3 (46). — С. 694—697.
- Чемодурова З. М. Интертекстуальная игра в рассказе Н. Геймана «A Study in Emerald» / Чемодурова З. М., Юдина Е. Д. // Studia Linguistica / Российский государственный педагогический университет им. А. И. Герцена, институт иностранных языков. — Санкт-Петербург, 2021. — Выпуск XXX : Слово в универсуме культуры и смысла. — С. 145—152.

#### Учебники и учебные пособия
- Воронцова Т. И. Чемодурова З. М. Учебно-методическое пособие по английскому языку для студентов IV курса бакалавриата : учебное пособие / Воронцова Т. И., Чемодурова З. М. ; научный редактор Н. В. Баграмова; рецензент С. А. Панчук ; РГПУ.— Санкт-Петербург: Издательство Российского государственного педагогического университета им. А. И. Герцена, 2016. — 209 с.
- Чемодурова З. М. English Conversation. National character. Viewing the film «The King’s speech»: учебное пособие / Чемодурова З. М. — Санкт-Петербург: Палитра, 2015. — 48 с.